# Eurya rubiginosa
Eurya rubiginosa är en tvåhjärtbladig växtart som beskrevs av Ho Tseng Chang. Eurya rubiginosa ingår i släktet Eurya och familjen Pentaphylacaceae. Utöver nominatformen finns också underarten E. r. attenuata.